# The Call 3 – Final
The Call 3 – Final (jap. 着信アリ Final, Chakushin Ari: Final) ist ein japanischer Horrorfilm von Regisseur Manabu Asou aus dem Jahr 2006 und die Fortsetzung von The Call 2 (2005) und The Call (2003).

## Handlung
Während der Klassenfahrt japanischer Jugendlicher nach Korea klingelt auf der Schiffsüberfahrt ein Handy mit einem markanten, allen Schülern unbekannten Klingelton. Bei einer Schülerin ist eine Nachricht mit dem Foto einer Toten eingegangen und als Absendedatum ist der nächste Tag angegeben. Die Gruppe geht mit Witzen über diesen merkwürdigen Zwischenfall hinweg. Am nächsten Tag streifen die Jugendlichen über einen koreanischen Markt, eine Schülerin verläuft sich, wird verfolgt und von einem Seil erdrosselt. Ein weiterer Schüler wird angerufen, wieder aus der Zukunft, wieder mit einer Todesankündigung.
Die Klasse wird hysterisch. Erste Vermutungen werden laut, es könne sich um einen Fluch handeln, der von einer gemobbten Klassenkameradin ausgeht. Die Schikane der Mitschüler ging so weit, dass sich das Mädchen Asuka (Spitzname Pam) erhängte. Sie wurde noch gerettet, liegt aber seitdem im Koma. 
Gleichzeitig sieht der Zuschauer immer wieder Asuka, die vor einem Laptop sitzt, ein Klassenfoto bearbeitet und die Opfer markiert.
Eines der Mädchen, Emiri, versucht mit Hilfe eines koreanischen Freundes, der Lehrer für Gebärdensprache ist, die Vorfälle zu verstehen. Währenddessen gehen weitere Anrufe ein, die Angerufenen können den Anruf weiterleiten und damit das Todesurteil an eine andere Person weitergeben. Die Jugendlichen werden panisch und gehen auf jeden los, der die todbringende Nachricht erhält. So wollen sie verhindern, dass die Nachricht vom Opfer weitergeleitet wird. Die Lehrer spielen die Gefahr herunter, versuchen aber die Handys der Schüler einzusammeln, um der Hysterie die Grundlage zu nehmen.
Emiri erkennt ebenfalls einen Zusammenhang mit Asuka und ruft sie an. Sie erzählen sich von ihrer Freundschaft: ursprünglich war Emiri das Hackopfer der Klasse gewesen, als Asuka ihr zu Hilfe kam und die Klasse sich dann auf sie stürzte. Doch Emiri war zu schwach, um ihr ihrerseits beizustehen. Emiri hat deswegen schwere Schuldgefühle, doch Asuka sagt, sie hätte immer gemerkt, dass Emiri auf ihrer Seite stünde und mache ihr keine Vorwürfe.
Ihre Klassengefährten haben inzwischen Vernunft angenommen und wollen Emiri helfen, den Fluch zu stoppen. Sie versuchen, Internet-Nutzer zu überzeugen, E-Mails an die Absenderadresse der Handy-Nachrichten zu senden, um den Server zu überlasten. Der Server fängt unter der Last der eingehenden E-Mails Feuer und der Spuk ist vorbei, jedoch nicht bevor ein weiterer Anruf auf dem Handy von Emiris koreanischem Freund eingeht und dieser daraufhin stirbt.
Asuka erwacht aus dem Koma und kann sich erinnern im Traum auf oben beschriebene Weise Rache an ihren Mitschülern genommen zu haben. In der Schlussszene schiebt Asuka die in einem Rollstuhl sitzende Emiri auf den Steg an einem Meer – damit haben sie ein altes Freundschaftsversprechen eingelöst.

## Deutsche Version
In der synchronisierten deutschen Fassung wurden abweichende Rollennamen gewählt. Die 3 Hauptakteure heißen dort Aska, Emily und Jim.

## Kritiken
„Dieser dritte Aufguss des Japan-Gruslers ist vollkommen wirr … solide Optik, aber kaum furchteinflößend.“

„Gruselkino, das seine Charaktere zwar nicht allzu überzeugend entwickelt, aber als Gruselunterhaltung in Nachfolge der "Ring"-Serie durchaus wirkungsvoll ist.“